# Purbach am Neusiedler See
Purbach am Neusiedler See (ungerska: Feketeváros, kroatiska: Porpuh) är en ort och stadskommun i förbundslandet Burgenland i Österrike. Kommunen har 3017 invånare (2024).